# Dead Letter Office
Dead Letter Office er et opsamlingsalbum fra det amerikanske alternative rockband R.E.M.. Det indeholder en række sjældne numre og b-sider og blev udgivet i 1987. Albummet er hovedsageligt en samling af ekstra indspilninger af R.E.M. fra før Murmur til Lifes Rich Pageant. Mange af numrene er coverversioner af forskellige musikgrupper, der inkluderer tre Velvet Underground-sange og sange af Pylon, Aerosmith og Roger Miller, der viser gruppens mangeartede inspiration.
Albummet blev oprindeligt udgivet med 15 sange på LP og kassettebånd, men blev senere udgivet på CD sammen med fem ekstra numre fra bandets EP Chronic Town fra 1982. 
Dead Letter Office nåede #52 i USA og #60 i Storbritannien.

## Spor
Alle sange er skrevet af Bill Berry, Peter Buck, Mike Mills og Michael Stipe med mindre andet er noteret.
Post side
1. "Crazy" (Randy Bewley, Vanessa Briscoe, Curtis Crowe, Michael Lachowski) – 3:03 B-side of "Driver 8" 7 inch single & "Wendell Gee" 7 & 12 inch singles
2. "There She Goes Again" (Lou Reed) – 2:50 B-side of I.R.S. "Radio Free Europe" 7 inch single
3. "Burning Down" – 4:12 B-side of "Wendell Gee" 7 & 12 inch singles
4. "Voice of Harold"1 – 4:24 B-side of "So. Central Rain" 12 inch single
5. "Burning Hell" – 3:49 B-side of "Cant Get There From Here" 12 inch single
6. "White Tornado" – 1:55 Recorded on the same day as the "Radio Free Europe" single in 1981, B-side of "Superman" 7 & 12 inch single
7. "Toys in the Attic" (Steven Tyler, Joe Perry) – 2:28 B-side of "Fall On Me" 12 inch singles

Script side
1. "Windout" (Jerry Ayers, Berry, Buck, Mills, Stipe) – 1:58 from Bachelor Party soundtrack
2. "Ages of You" – 3:42 B-side of "Wendell Gee" 7 & 12 inch singles
3. "Pale Blue Eyes" (Reed) – 2:53 B-side of "So. Central Rain" 12 inch single
4. "Rotary Ten" – 2:00 B-side of "Fall on Me" 7 inch single
5. "Bandwagon" (Berry, Buck, Mills, Lynda Stipe, M. Stipe) – 2:16 B-side of "Cant Get There From Here" 7 & 12 inch singles
6. "Femme Fatale" (Reed) – 2:49 B-side of "Superman" 12 inch single
7. "Walters Theme"2 – 1:32 B-side of "So. Central Rain" 7 inch single
8. "King of the Road" (Roger Miller) – 3:13 B-side of "So. Central Rain" 7 inch single

CD Bonus tracks (Chronic Town EP)
1. "Wolves, Lower" – 4:10
2. "Gardening at Night" – 3:29
3. "Carnival of Sorts (Box Cars)" – 3:54
4. "1,000,000" – 3:06
5. "Stumble" – 5:40

### The IRS Yearsgenudgivelse
Den 26. januar 1993 genudgav EMI (som ejer I.R.S.-musikkataloget) Dead Letter Office i Europa med to bonusnumre:
1. "Gardening at Night" (Acoustic version)
2. "All the Right Friends"

## Hitlister
Album
| År   | Hitliste        | Placering              |
| ---- | --------------- | ---------------------- |
| 1987 | Billboard 200   | 52 (14 uger på listen) |
| 1987 | UK Albums Chart | 60 (2 uger på listen)  |

Single
| År   | Single        | Hitliste                         | Placering |
| ---- | ------------- | -------------------------------- | --------- |
| 1987 | "Ages of You" | Billboard Mainstream Rock Tracks | 39        |